# François Vavasseur
Pour les articles homonymes, voir Vavasseur (homonymie).
François Vavasseur (né à Paray-le-Monial le 8 décembre 1605 et mort à Paris le 16 décembre 1681) est un poète, théologien, critique et enseignant français d'expression latine.
Prêtre de la Compagnie de Jésus, il a enseigné toute sa vie durant dans les collèges de son ordre, soit la rhétorique, soit la théologie (principalement l'exégèse biblique). Il a écrit plusieurs ouvrages en vers et en prose et s'est s'engagé dans les querelles théologiques ou littéraires (notamment contre les Jansénistes).
Il laissa une œuvre, principalement en latin, à la fois immense et variée. Les contemporains l'admiraient pour l'étendue de son érudition et la qualité de son latin qu'il écrivait si bien qu'on aurait cru que c'était sa langue maternelle. Néanmoins les témoignages précis sur sa vie et sa personnalité manquent, de même que les études systématiques de son œuvre.

## Biographie
François Vavasseur naquit en 1605 à Paray-le-Monial (à l'époque dans le comté de Charolais). Ses origines familiales ne sont pas connues. Durant son enfance, les Jésuites de Roanne vinrent prêcher le carême à la population. C'est ainsi qu'il connut sans doute cet ordre religieux, alors en plein succès après avoir connu plusieurs années de proscription dans le royaume, et qu'il conçut le désir d'y entrer en 1626. Curieusement il n'entra ni dans la Province de Champagne dont dépendait la Bourgogne, ni dans celle de Lyon dont dépendait Roanne mais dans celle de France qui recouvrait le quart nord-ouest du royaume.
Après avoir terminé sa formation à Paris, il fut répétiteur de rhétorique à Alençon en 1628. De cette époque, date une élégie latine sur la prise de La Rochelle. C'est la première œuvre conservée de lui, il ne quitta jamais cette habitude de composer des poèmes de circonstance pour les grands événements politiques ou pour des sujets plus personnels. D'abord diffusés à part soit sous forme manuscrite soit sur des plaquettes, les plus courts ont été rassemblés et édités en 1669 dans Epigrammatum libre tres et les autres, plus volumineux, après sa mort en 1683 dans un recueil intitulé Multiplex et varia poesis, antea sparsim edita, nunc in unum collecta.
Il enseigna ensuite au collège de La Flèche et à Rennes, Chaque année, pour la rentrée des classes, il composait un discours qui devait à la fois servir de modèle de bonne latinité pour ses élèves et de synthèse théorique de ce que doit être un bon orateur. Ces discours, édités en 1646, ont été longuement étudiés et commentés par Marc Fumaroli.
Grâce à une lettre de Denis Petau, on sait qu'il commença en 1630 une paraphrase en hexamètres dactyliques du livre de Job qu'il n'acheva qu'en 1638 et qu'il dédia au chancelier Séguier.
Nommé à Bourges, où il eut peut-être Louis Bourdaloue comme élève, il composa une nouvelle paraphrase biblique sur les miracles du Christ : les Theurgica sive de Miraculis Christi. D'après une lettre de Nicolas Bourbon, Vavasseur commença ce poème vers 1640. Il le publia en 1644 chez la veuve de Jean Camusat. Entre-temps, il avait été relevé de ses fonctions de professeur de rhétorique pour passer à la théologie exégétique.
Après Bourges, il fut régent du collège de Blois de 1650 à 1652. C'est là qu'il s'engagea dans la polémique. Dans la même année 1650, il publia un pamphlet contre Antoine Godeau, évêque de Grasse et de Vence, qui avait fait l'éloge, devant l'assemblée du clergé de France, de Petrus Aurelius, ouvrage de Saint-Cyran, contre les privilèges des Jésuites. Vavasseur composa un autre pamphlet contre Cornelius Jansenius, évêque d'Ypres, dont la doctrine se répandait alors en France : Cornelius Jansenius, iprensis, suspectus.
À la mort de Denis Pétau en 1652, il fut appelé à Paris, au fameux collège de Clermont, pour occuper sa chaire d'exégèse. Il ne quitta plus cette ville jusqu'à sa mort. De ses cours, ont été conservés des commentaires littéraux du livre de Job (publié en 1679 en marge de la réédition de la paraphrase de 1638) et du livre d'Osée (publié de façon posthume en 1709).
A côté des poèmes de circonstance, écrivit des ouvrages de critique littéraire, notamment un traité sur le burlesque dédié à Guez de Balzac, le De Ludicra dictione (1658), signalé par Voltaire dans son Siècle de Louis XIV. On lui doit aussi une douzaine de sermons (publiés en 1660) et un traité de théologie sur la beauté du Christ, De Forma Christi, écrit en 1649.
Peu avant sa mort, il s'illustra dans une controverse contre son confrère René Rapin qui avait publié en 1674 des Réflexions sur la poétique d'Aristote et sur les ouvrages des poètes anciens et modernes. Vavasseur lui reprocha de nombreuses inexactitudes et des fautes de goût dans le choix de ses exemples, ainsi que certains raccourcis contestables dans le raisonnement. Une fois n'est pas coutume : il composa en français  des Remarques sur les nouvelles réflexions du R. P. Rapin, jésuite, touchant la poétique qu'il publia anonymement en 1675. Rapin se défendit comme il put par une Réponse aux Remarques sur les réflexions. Les deux rivaux se réconcilièrent par l'entremise du Président de Lamoignon, grand protecteur des lettres, et, à la mort de Vavasseur, Rapin lui écrivit un petit poème d'éloge funèbre.
Vavasseur mourut en 1681. Un des meilleurs poètes latins du temps, Jean Santeuil, lui adressa un petit hommage.

## Jugements critiques
- Le Journal des Savants :

"On peut dire sans rien exagérer qu'il a été un des hommes du siècle qui a le mieux entendu le tour et la délicatesse de la langue latine et il y en a même qui ont avancé que peut-être depuis le siècle d'Auguste personne ne l'a parlée avec plus de pureté et d'élégance que lui. Il avait un discernement admirable des auteurs anciens et modernes, un sens droit, un jugement solide, une exactitude inconcevable, un amour extraordinaire de la vérité et une fort grande application au travail." (1683)
- Abbé Lambert :

"Né avec un égal talent pour l'éloquence et pour la poésie, il excella dans ces deux genres de littérature et ses premiers essais en vers et en prose furent jugés dignes des plus grands maîtres." 
- Sainte-Beuve :

"[Un] jésuite érudit et spirituel, mais qui, par malheur pour lui, n’a été spirituel qu’en latin."
"Un de ces esprits critiques et vigoureux qui trouvent à mordre, même sur de bons ouvrages, et qui ne laissent rien passer."
"Un savant du XVIe siècle en retard."

## Anecdotes
- N'ayant trouvé qu'une faute dans un de ses ouvrages, il se demanda s'il devait mettre erratum ou errata. Son confrère, Jacques Sirmond, lui fit remarquer : "Donnez-le-moi ! J'en trouverai encore une et on mettra errata !"[14]

- Au sujet de Du Cange qui commençait le glossaire du latin tardif et médiéval, il aurait dit : "Il s’est donné bien de la peine pour recueillir les mots que je travaille depuis soixante ans à éviter !"[15]

## Œuvres principales
Jobus. Carmen heroïcum, Paris, Jean Camusat, 1638.
Theurgicon, sive de Miraculis Christi libri IV, Paris, veuve Camusat et Le Petit, 1644.
Orationes, Paris, Cramoisy, 1646.
De Forma Christi liber, Paris, Cramoisy, 1649.
Antonius Godellus, episcopus Grassensis, an Elogii Aureliani scriptor idoneus idemque utrum poëta, Constantiae (Paris), Vincent, 1650.
Cornelius Jansenius, iprensis, suspectus, Paris, Cramoisy, 1650.
Elegiarum liber, Paris, Cramoisy, 1656.
De ludicra dictione liber in quo tota jocandi ratio ex veterum scriptis aestimatur, Paris, Cramoisy, 1658.
De Epigrammate liber et Epigrammatum libri tres, Paris, Martin, 1669 (deuxième édition augmentée en 1678).
Remarques sur les nouvelles Réflexions touchant la poétique, Paris, L. Billaine, 1675.
Jobus brevi commentario et metaphrasi poetica illustratus, Paris, Martin, 1679.
Multiplex et varia poesis, antea sparsim edita, nunc in unum collecta, Paris, 1683.
Opera omnia antehac edita, theologica et philologica, nunc primum in unum volumen collecta, Amsterdam, P. Humbert, 1709.